# ホエン・アイム・シックスティ・フォー
- ホエン・アイム・シックスティ・フォー
- ホエン・アイム・シックスティー・フォー

「ホエン・アイム・シックスティ・フォー」（When I'm Sixty-Four）は、ビートルズの楽曲である。1967年に発表されたアルバム『サージェント・ペパーズ・ロンリー・ハーツ・クラブ・バンド』に収録された。ポール・マッカートニーによって書かれた楽曲で、作曲者名はレノン＝マッカートニー名義となっている。ボーカルは「若く聴こえるようにしたい」というアイデアから、テープの回転速度を変えてレコーディングされた。楽曲は、クラリネット2本とバスクラリネットが主体となっている。

## 背景
「ホエン・アイム・シックスティ・フォー」は、恋人に向かって「64歳になっても僕を必要としてくれるかい？」と問いかけるラブソングである。歌詞の初期バージョンは、マッカートニーが16歳の頃に書いたもので、マッカートニーは「『ホエン・アイム・シックスティ・フォー』を書いた時の僕は、フランク・シナトラを想定して書いていた。ロックンロールが特別なものになるとは思っていなかったから、いずれはキャバレーの仕事をするのだろうと思いながら書いた曲もたくさんあった。僕が若かったころはまだ、ああいうことになる兆しはほとんどなかったから」と語っている。
ビートルズはキャヴァーン・クラブでのライブの途中で、アンプが故障したときや電源が落ちたときに、ピアノで本作を演奏していた。その後、マッカートニーの父親ジェームズが1966年に64歳になったことと、ヴィクトリア朝時代のミュージックホールを彷彿させる曲調がアルバムの設定に合っているということから、マッカートニーはこの曲を再び引っ張り出してきた。ただし、マッカートニー曰く「悪くない曲だと思っていたけど、ヴォードヴィル色が強すぎた」ということから、ジョークを交えたフレーズが加えられた。
本作についてジョン・レノンは、「キャヴァーン時代にポールが書いた曲。“孫たちをひざに乗せて―ヴェラとチャックにデイヴ”といった言葉を加えたくらいかな」と語っている。

## 使用楽器
「ホエン・アイム・シックスティ・フォー」は、クラリネットのトリオが主体となっている。ジョージ・マーティンによるオールド・ジャズ風のアレンジは、マッカートニーの提案で取り入れられた。このクラリネットは、曲の最後のフレーズにおいてマッカートニーのボーカルと調和するように演奏されている。このほかにタック・ピアノ、ベース、ドラム、チャイム、エレクトリック・ギターが使用されている。

## レコーディング
「ホエン・アイム・シックスティ・フォー」のレコーディングは、1966年12月6日にEMIレコーディング・スタジオのスタジオ2で開始された。なお、本作は『サージェント・ペパーズ・ロンリー・ハーツ・クラブ・バンド』のセッションで最初に取り組んだ楽曲である。
ベーシック・トラックは、トラック1にマッカートニーのベース、トラック2にリンゴ・スターのバスドラムとハイハット、トラック3にブラシで叩くスネアドラム、トラック4にマッカートニーのリード・ボーカルが録音されて完成となった。8日にマッカートニーはリード・ボーカルを録音し直し、マスター・ボーカルを作成した。20日のマッカートニー、レノン、ジョージ・ハリスンによるバッキング・ボーカルとスターのチューブラーベルが追加された。21日に3本のクラリネット用に書かれたスコアが録音されて、本作は完成となった。
なお、本作は本来Cのキーで録音されていたが、マッカートニーが「自分の歌声が若く聴こえるように」と提案。結果、テープの回転数を若干上げることで半音高くなっており、キーがD♭メジャーになっている。
2017年に発売された『サージェント・ペパーズ・ロンリー・ハーツ・クラブ・バンド -50周年記念エディション-』のCD2には、本作のテイク2が収録されている。なお、このテイクでは通常の速度で再生されるため、キーも本来のCのままとなっている。

## リリース
本作は、当初1967年に発売されたシングル盤『ストロベリー・フィールズ・フォーエバー / ペニー・レイン』のB面曲としてリリースされる予定だったが、何らかの理由で取りやめになり、同年に発売されたアルバム『サージェント・ペパーズ・ロンリー・ハーツ・クラブ・バンド』のB面2曲目に収録された。
1968年に公開されたアニメ映画『イエロー・サブマリン』で劇中歌として使用されており、1999年に発売された『イエロー・サブマリン 〜ソングトラック〜』にはリミックスされた音源が収録された。
1982年に公開された映画『ガープの世界』では、オープニングテーマとして使用された。

## クレジット
※出典
- ポール・マッカートニー - リード・ボーカル、バッキング・ボーカル、ベース、ピアノ
- ジョン・レノン - バッキング・ボーカル、リードギター
- ジョージ・ハリスン - バッキング・ボーカル、ギター
- リンゴ・スター - ドラム、チャイム
- ロバート・バーンズ、ヘンリー・マッケンジー、フランク・レイディー - クラリネット（2本）、バスクラリネット[16]

## カバー・バージョン
- ケニー・ボール&ヒズ・ジャズメン - 1967年にシングル盤として発売。全英シングルチャートで43位を獲得。
- クロディーヌ・ロンジェ - 1967年に発売されたアルバム『The Look of Love』に収録。
- ジョージィ・フェイム - 1968年に発売されたアルバム『The Third Face of Fame』に収録。
- ジョン・デンバー - 1969年に発売されたアルバム『Rhymes & Reasons』に収録。
- クリフ・リチャード - 1970年に発売されたアルバム『Cliff Live at The Talk of the Town』に収録。
- キース・ムーン - 1976年に発売された映画『映画と実録でつづる第二次世界大戦』の同名サウンドトラック・アルバムに収録。
- チープ・トリック - 2009年に発売されたアルバム『Sgt. Pepper Live』に収録。
- バリー・ギブ - 2014年に発売されたコンピレーション・アルバム『The Art of McCartney』に収録。

## 文化への影響
マッカートニーは2006年6月18日に64歳の誕生日を迎えたが、皮肉にもその直前に再婚相手のヘザー・ミルズとの離婚を発表した。そのマッカートニーを励ます意味も込めて、ジャイルズ・マーティンの協力のもとマッカートニーの子供たちがアビー・ロード・スタジオに集まってこの曲を録音し、誕生祝いとしてプレゼントしたという。
2007年に公開の映画『ウォーク・ハード ロックへの階段』（日本未公開）にて、レノン（ポール・ラッド）がマッカートニー（ジャック・ブラック）に対して放ったセリフに本作を引き合いにしたものがある。また、2019年に公開の映画『イエスタデイ』にも、本作を引き合いにしたセリフが含まれている。
日本では、フジテレビ系列の幼児番組『ひらけ!ポンキッキ』のBGMとして、イントロ等が使われた。この他にも同番組において、ビートルズの楽曲が使用された（ひらけ!ポンキッキ#番組内のコーナーを参照）。